# Guatteria decurrens
Guatteria decurrens este o specie de plante angiosperme din genul Guatteria, familia Annonaceae, descrisă de Robert Elias Fries. Conform Catalogue of Life specia Guatteria decurrens nu are subspecii cunoscute.